# Patrick Trentini
Patrick Trentini (Trento, 4 giugno 1976) è un pianista, compositore e direttore d'orchestra italiano.

## Musica classica
Dopo il diploma in pianoforte con il massimo dei voti e la lode presso il Conservatorio di Trento (dove ha inoltre conseguito il compimento medio di violoncello) si è prevalentemente dedicato alla musica del novecento e contemporanea, sia come solista che in formazioni cameristiche. Ha diretto, eseguito o inciso in prima mondiale opere di vari autori contemporanei, tra i quali Riccardo Zandonai, Marco Tutino, Nicola Campogrande, Antonio Braga, Andrea Mascagni.
Ha preso parte a varie produzioni di Pocket Opera Italia (in qualità di pianista e maestro sostituto); ha lavorato inoltre con i Cameristi di Verona, l'Orchestra Bruno Maderna di Cesena e con l'Orchestra Haydn di Bolzano e Trento, con la quale ha collaborato per alcuni anni sia in qualità di accompagnatore per concorsi e audizioni che - principalmente - come pianista in orchestra, suonando sotto la guida di diversi direttori (Giorgi, Michniewski, Tamayo, Mandeal, Mazzola, Eberle, Martin, Keuschnig, Kuhn e altri).
Patrick Trentini ha tenuto concerti nelle principali città italiane (Milano, Napoli, Bergamo, Lucca, Brescia, Bolzano, Pisa, Trento, Verona, Vicenza, Pescara, Ancona, Imola, Udine) e straniere (Madrid, Reykjavík, Tourcoing). Alcune sue esecuzioni sono state trasmesse dalla RAI e dalla radio di stato islandese.
Patrick Trentini si occupa anche di altri generi musicali, sia in ambito solistico che in Ensemble. Nascono così progetti sul tango argentino e sulla musica italiana tra le due guerre. Patrick Trentini lavora inoltre con Elio (2003, "Frankenstein" di Heinz Karl Gruber), con Riz Ortolani (in qualità di pianista in orchestra), Vittorio Matteucci ("Lego" di Nicola Campogrande), The London Voices e altri artisti. Nel 2005 inizia a scrivere per il pianoforte solista; comincia poi ad eseguire in concerto i propri brani, riaffermando così la figura del compositore-esecutore. Nel 2006 esce "Borderline", album EP indipendente per pianoforte (6 tracks) dedicato al mercato musicale digitale. “Borderline” rimane quasi due anni in classifica su iTunes tra i migliori album New Age raggiungendo la seconda posizione (preceduto soltanto da "Le Onde" di Ludovico Einaudi) e riceve la segnalazione Reviewer's Pick dalla rivista statunitense “Mainly Piano”. Il singolo "Sunday" ottiene la 10ª posizione tra i Top Singoli su iTunes.
Nel 2009 esce "Pi@no", album completo (10 tracks) che ripropone ed elabora lo stile del disco precedente.
Nello stesso periodo Patrick Trentini scrive dieci arrangiamenti per quartetto (sassofono contralto, violoncello, pianoforte e voce-percussioni) su altrettanti temi di Nino Rota per lo spettacolo "Viva Rota, viva Fellini" eseguito in varie città italiane. Nel 2011 le sedici tracce di "Borderline" e "Pi@no" vengono ripubblicate da Soundiva con il titolo "The Piano Collection". Nel 2013 esce "Sparate sul Pianista", una coproduzione Soundiva/Halidon. L'album raggiunge la in pochi giorni la prima posizione su Amazon tra i dischi di classica più venduti in Italia, oltre che la terza posizione sull'iTunes Store nel formato digitale. "Sparate sul Pianista" viene presentato in numerosi contesti, tra cui la manifestazione Piano City di Milano, e viene recensito da numerose testate giornalistiche.
Si dedica alla didattica dal 1997. Due anni dopo approda alla Scuola di Musica in lingua italiana "A. Vivaldi" di Bolzano, dov'è attualmente docente a ruolo di keyboard e songwriting.

## Discografia
- Liszt, Scrjabin - Patrick Trentini, pianoforte (2000, Symposium)
- Via Augusta (Spanish and italian piano Works) - Turina, Zandonai, Mascagni, Palau, Alís, Priori - Patrick Trentini, pianoforte (2000, Phoenix Classics, World Première Recording)
- El Dìa Del Tango - AA. VV. - Luca Merlini, voce - Patrick Trentini, pianoforte (2001, Nord Sound, Live Recording)
- Fantango Ensemble - AA. VV., Braga*, Campogrande*, Tutino*, Galante* - Patrick Trentini, direttore (2002, Marrero.it) *World Première Recording
- Mille Lire Al Mese - AA. VV. - Luca Merlini, voce - Patrick Trentini, pianoforte (2003, Marrero.it) (titolo per gentile concessione CANTANAPOLI Edizioni Musicali S.r.l.)
- Se Potessi Avere... - AA. VV. - New Project Classical Orchestra - Patrick Trentini, direttore (2004, Velut Luna)
- Pi@no - Patrick Trentini, pianoforte (2009) - ripubblicato come The Piano Collection (2011, Soundiva)
- Sparate sul pianista - Patrick Trentini, pianoforte (2013, Soundiva/Halidon)

## Premi
Patrick Trentini ha conseguito (tra il 1991 e il 1999) dodici premi (tra assoluti e di categoria) in concorsi pianistici nazionali, tra cui il 1º premio assoluto al Concorso “Premio Città di Pisa”, il 1º premio al Concorso pianistico “Città di Cesenatico” (FC), il 3º premio alla "Coppa pianisti d'Italia" di Osimo (AN) e il Premio speciale musica contemporanea al Premio pianistico “Comune di Terzo” (AL)